# Ostropłetwcowate
Ostropłetwcowate, ostropłetwowate (Pholidae) – rodzina morskich ryb okoniokształtnych.

## Zasięg występowania
Ocean Arktyczny, północny Pacyfik i północny Atlantyk. W Morzu Bałtyckim spotykany jest ostropłetwiec (Pholis gunnellus).

## Cechy charakterystyczne
Ciało wydłużone, bocznie spłaszczone. Nazwa rodziny nawiązuje do długiej i niskiej płetwy grzbietowej rozpostartej na 73-100 ostrych promieniach twardych. Płetwy piersiowe – jeśli występują – są małe. Płetwa odbytowa o połowę krótsza od grzbietowej. Płetwa ogonowa zaokrąglona. Jedna para otworów nosowych.
Ostropłetwcowate żywią się skorupiakami i mięczakami.

## Klasyfikacja
Rodzaje zaliczane do tej rodziny:
Apodichthys — Pholis — Rhodymenichthys